# Buchmühle (Bergisch Gladbach)

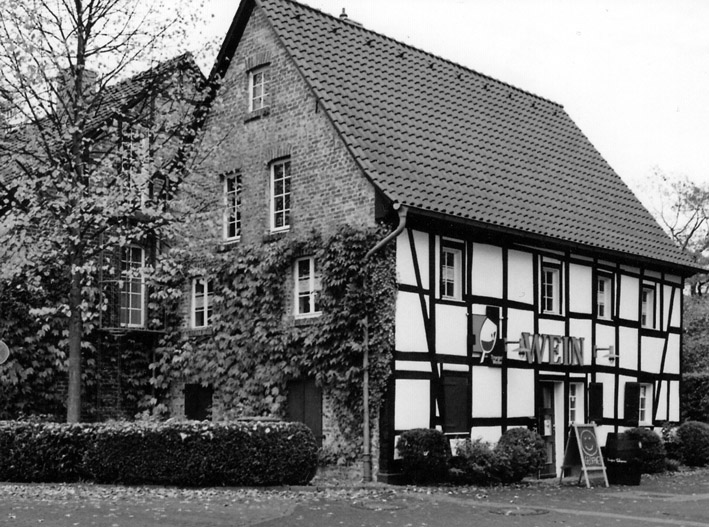
Die Buchmühle 2011

Die Buchmühle war ursprünglich eine Getreidemühle und später eine Bokemühle an der Strunde, wovon Buchmühle abgeleitet ist. Gleichzeitig handelt es sich um einen Ortsteil im Stadtteil Stadtmitte von Bergisch Gladbach.

## Geschichte der Mühle
Die Buchmühle stand hinter der katholischen Pfarrkirche St. Laurentius. Sie war ursprünglich Fruchtmühle für den Gladbacher Hofverband, bis diese Rolle von der leistungsstärkeren Gronauer Mühle übernommen wurde. Danach wurde sie wahrscheinlich als Bokemühle zum Stampfen bei der Flachsverarbeitung verwendet. Der Antrieb erfolgte über ein unterschlächtiges Wasserrad aus einem inzwischen verschwundenen Umbach der Strunde. Das Ackergut, zu dem die Mühle gehörte, wird erstmals 1699 als Eigentum von Thomas Zimmermann erwähnt. Zu Beginn des 18. Jahrhunderts kaufte es der damalige Gladbacher Pastor Matthäus Moritz aus eigenen Mitteln und vererbte es der Pfarrgemeinde zur Mitfinanzierung einer Vikariatsstelle. 1814 war die Buchmühle so heruntergekommen, dass sich Pfarrer Gellermann am 21. Juli 1814 an den Kollator Franz Josef von Herwegh wandte, um eine Wiederherstellung des Wohnhauses und der Scheune zu erwirken. Statt zu renovieren, verkaufte man im Zuge einer öffentlichen Versteigerung die Buchmühle bereits am 14. August 1815 an den Wirt Peter Kierdorf. Seit 1840/41 gehörte die Buchmühle mit dem umliegenden Land Theodor Berger, der hier eine Metzgerei betrieb.
1973 wurde das Gebäude – Eigentümer war seit Jahrzehnten die Stadt Bergisch Gladbach – von den letzten Bewohnern verlassen. Dem drohenden Abriss wurde 1977 durch Wiederherstellung und Umbau in eine Musikschule entgegengewirkt. Ende 1993 zog die Musikschule aus. Die Stadt verkaufte das Gebäude an Architekten, die sie in Abstimmung mit dem Denkmalamt grundlegend sanierten. Bis heute wird das Denkmal immer wieder instand gehalten und dient als Showroom für eine ortsansässige Kooperation aus Planern und Handwerken. Kultur – Fortbildung – und Privatveranstaltungen sind ebenfalls in das Nutzungskonzept integriert. 
Das heutige Buchmühlengebäude besteht aus zwei Teilen: dem alten Fachwerkhaus – nach dem Baubefund im 18. Jahrhundert entstanden – und einem Ziegelsteinanbau von etwa 1840. 
Das Ensemble ist unter Nr. 30 in der Liste der Baudenkmäler in Bergisch Gladbach eingetragen.

## Geschichte der Ortschaft
Der Name Buchmühle entstand in Anlehnung an die frühere Gewannenbezeichnung An der Bockmühle, die 1582 als Uf der Bochmüllen genannt wurde und im Kataster von 1869 nahe der Buchmühlenstraße verzeichnet ist. Der Flurname erinnert an die ehemalige Buchmühle, die ursprünglich zum Gladbacher Fronhof gehörte und vermutlich nach einer Buche oder einem Buchenwald auf dem Gelände benannt worden war. Als die Mühle den Betrieb im 15. Jahrhundert einstellte, ging der Name auf die Hofgebäude und die zur Mühle gehörenden Ländereien über.
Aus Carl Friedrich von Wiebekings Charte des Herzogthums Berg 1789 geht hervor, dass Buchmühle zu dieser Zeit Teil der Honschaft Gladbach im gleichnamigen Kirchspiel war.
Unter der französischen Verwaltung zwischen 1806 und 1813 wurde das Amt Porz aufgelöst und Buchmühle wurde politisch der Mairie Gladbach im Kanton Bensberg zugeordnet. 1816 wandelten die Preußen die Mairie zur Bürgermeisterei Gladbach im Kreis Mülheim am Rhein. Mit der Rheinischen Städteordnung wurde Gladbach 1856 Stadt, die dann 1863 den Zusatz Bergisch bekam.
Der Ort ist ab der Topographischen Aufnahme der Rheinlande von 1824 auf Messtischblättern regelmäßig als ohne Namen verzeichnet. 
| Jahr | Einwohner | Wohn- gebäude | Kategorie              |
| ---- | --------- | ------------- | ---------------------- |
| 1822 | 10        |               | Wirtshaus              |
| 1830 | 34        |               | Wirtshaus              |
| 1845 | 23        | 2             | Ackergut und Wirtshaus |
| 1871 | 23        | 2             | Mühle                  |
| 1885 | 45        | 2             | Wohnplatz              |